# Stacey Cook
Stacey Janelle Cook (Truckee, 3 luglio 1984) è un'ex sciatrice alpina statunitense specialista delle prove veloci.

## Biografia
La Cook ha iniziato a sciare all'età di quattro anni quando suo padre la portava nelle varie stazioni sciistiche che circondano il Lago Tahoe e nel 2002 si è trasferita a Mammoth Mountain.

### Stagioni 2000-2005
Attiva in gare FIS dal dicembre del 1999, la Cook ha esordito in Nor-Am Cup l'8 marzo 2001 a Snowbird (34ª in slalom gigante) e in Coppa Europa l'11 gennaio 2002 a Tignes (non ha concluso il supergigante). Nel dicembre del 2002 ha colto in Nor-Am Cup a Lake Louise prima il suo primo podio (2ª nel supergigante del 10) e poi la sua prima vittoria (nella discesa libera del 15).
Il 22 gennaio 2004 a Innerkrems è salita per la prima volta sul podio in Coppa Europa (3ª in discesa libera) e pochi giorni dopo ha esordito in Coppa del Mondo, il 30 gennaio nella discesa libera di Haus, piazzandosi 41ª. In quella stagione in Nor-Am Cup ha vinto sia la classifica generale, sia quella di discesa libera.

### Stagioni 2006-2013
I primi punti in Coppa del Mondo sono arrivati il 2 dicembre 2005, quando è giunta 10ª nella discesa libera di Lake Louise. Nel febbraio del 2006 ha rappresentato gli Stati Uniti ai XX Giochi olimpici invernali di Torino 2006, suo esordio olimpico, ottenendo il 19º posto nella discesa libera e il 23º nello slalom gigante. Durante la stagione 2006-2007 ha partecipato ai Mondiali di Åre, suo esordio iridato, arrivando 16ª nella discesa libera. Nel 2009 ha preso parte ai Mondiali di Val-d'Isère, dove si è piazzata 9ª nella discesa libera vinta dalla connazionale Lindsey Vonn, 22ª nel supergigante e 16ª nella supercombinata.
Nella discesa olimpica di Vancouver 2010 è stata 11ª, mentre ai Mondiali di Garmisch-Partenkirchen 2011 è stata 25ª nella discesa libera e non ha concluso il supergigante. Durante la stagione 2012-2013 ha ottenuto il primo podio in Coppa del Mondo, il 30 novembre 2012 a Lake Louise (2ª in discesa libera), e ha partecipato ai Mondiali di Schladming (6ª nella discesa libera, 18ª nella supercombinata).

### Stagioni 2014-2018
Ai XXII Giochi olimpici invernali di Soči 2014, sua ultima presenze olimpica, si è classificata 17ª nella discesa libera e non ha concluso il supergigante e la supercombinata; il 16 dicembre dello stesso anno ha ottenuto il suo ultimo podio in Coppa del Mondo, classificandosi 2ª nella discesa libera di Lake Louise, mentre ai Mondiali di Vail/Beaver Creek 2015 è stata 19ª nella discesa libera e 13ª nel supergigante. Due anni dopo ai Mondiali di Sankt Moritz 2017, suo congedo iridato, si è classificata 22ª nella combinata; il 22 e 23 marzo dello stesso anno ha ottenuto a Sugarloaf in supergigante prima la sua ultima vittoria, poi il suo ultimo podio (2ª) in Nor-Am Cup.
Si è ritirata al termine della stagione 2017-2018; la sua ultima gara in Coppa del Mondo è stata la discesa libera di Åre del 14 marzo, che non ha completato, mentre la sua ultima gara in carriera è stata il supergigante dei Campionati statunitensi 2018, il 22 marzo a Sun Valley, chiuso dalla Cook all'8º posto.

## Palmarès

### Coppa del Mondo
- Miglior piazzamento in classifica generale: 28ª nel 2014
- 3 podi:
  - 3 secondi posti

### Coppa Europa
- Miglior piazzamento in classifica generale: 52ª nel 2004
- 1 podio:
  - 1 terzo posto

### Nor-Am Cup
- Vincitrice della Nor-Am Cup nel 2004
- Vincitrice della classifica di discesa libera nel 2004
- 13 podi:
  - 9 vittorie
  - 3 secondi posti
  - 1 terzo posto

#### Nor-Am Cup - vittorie
| Data             | Località     | Paese       | Specialità |
| ---------------- | ------------ | ----------- | ---------- |
| 15 dicembre 2002 | Lake Louise  | Canada      | DH         |
| 12 dicembre 2003 | Lake Louise  | Canada      | DH         |
| 13 dicembre 2003 | Lake Louise  | Canada      | DH         |
| 24 febbraio 2004 | Big Mountain | Stati Uniti | DH         |
| 26 febbraio 2004 | Big Mountain | Stati Uniti | DH         |
| 7 dicembre 2004  | Lake Louise  | Canada      | SG         |
| 8 dicembre 2004  | Lake Louise  | Canada      | SG         |
| 25 febbraio 2010 | Aspen        | Stati Uniti | DH         |
| 22 marzo 2017    | Sugarloaf    | Stati Uniti | SG         |

Legenda:

DH = discesa libera

SG = supergigante

### South American Cup
- Miglior piazzamento in classifica generale: 10ª nel 2003
- 1 podio:
  - 1 terzo posto

### Campionati statunitensi
- 12 medaglie[1][2]:
  - 3 ori (supergigante nel 2006; discesa libera, supergigante nel 2008)
  - 4 argenti (supergigante nel 2007; discesa libera nel 2010; supergigante nel 2013; supergigante nel 2017)
  - 5 bronzi (discesa libera, slalom gigante nel 2006; discesa libera nel 2009; supergigante, slalom gigante nel 2011)